# Besson Chaussures
 (février 2014).
Si vous disposez d'ouvrages ou d'articles de référence ou si vous connaissez des sites web de qualité traitant du thème abordé ici, merci de compléter l'article en donnant les références utiles à sa vérifiabilité et en les liant à la section « Notes et références ».
Besson Chaussures est une entreprise française de vente de chaussures, créée en 1982 par Jean Besson, sa femme Colette Besson et son frère Guy Besson au Breuil-sur-Couze. la société est une filiale du Groupe Vivarte en 1998 et de Gifi associé à Weinberg Capital Partners depuis 2018.
La chaîne est gérée dans le cadre d'une franchise.

## Historique

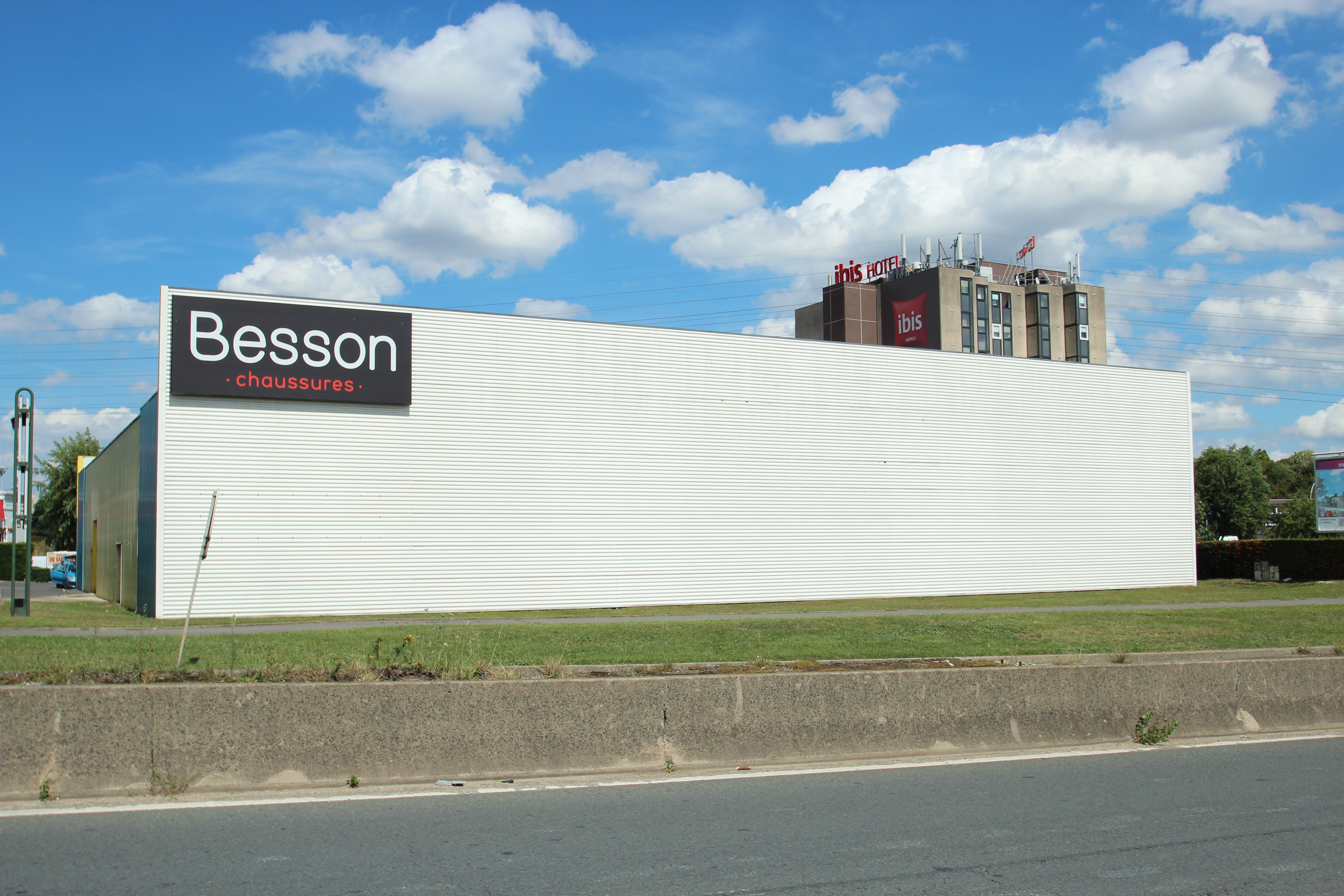
Carrefour Pompadour à Créteil.

La société est née en 1982 lorsque Jean Besson, sa femme Colette Besson et son frère Guy vendent des chaussures sur les marchés forains au sud de la Loire . Ils rachètent un entrepôt au Breuil près d'Issoire et décident de vendre des chaussures à prix cassé. Le succès est immédiat puisqu'en 1986 les deux frères possèdent déjà trois magasins : le premier à Breuil puis un autre à Cournon-d'Auvergne qui jouxte et profite de Babou pour recruter sa clientèle. Puis l'année suivante à Montluçon. Dans les années 1990 les enseignes Besson grandissent rapidement, presque trop rapidement. En 1998, Jean Besson décide de revendre l'entreprise familiale au groupe Vivarte. Depuis, l'enseigne a considérable grandi et compte 149 magasins en 2020.
À la suite de la reprise en main de Vivarte par Patrick Puy, un projet de cession pour fin 2018 est avancé. La société est finalement revendue à Philippe Ginestet (Gifi) associé à Weinberg Capital Partners, rejoignant ainsi les autres participations du groupe.

## Besson et le cyclisme
Jean Besson pratique le cyclisme en amateur.  À la fin des années 1990, UC Sayat club de DN1 est sponsorisé par Besson. L'équipe de Sayat devient professionnelle en troisième division sous le nom de Besson-Chaussures-Nippo-Hodo en 1999. L'équipe existe pendant 2 ans avant de disparaître en 2001. La marque Besson-Chaussures redevient sponsor en 2009 en sponsorisant l'équipe de Stéphane Heulot, Super Sport 35-ACNC. En 2010, la marque laisse sa place au groupe Saur et devient un sponsor mineur de l'AJ Auxerre.